# Søren Sørensen
Søren Larsen Sørensen (Drigstrup, 1897. április 20. – Malling, 1965. március 11.) olimpiai ezüstérmes dán tornász.
Az 1920. évi nyári olimpiai játékokon indult tornában és a svéd rendszerű csapat összetettben ezüstérmes lett.
Klubcsapata a DDS&G's Hold volt.